# Huanghe, Chongqing
Huanghe (kinesiska: 黄鹤) är en köping i sydvästra Kina. Den ligger i Shizhu härad i storstadsområdet Chongqing, omkring 180 kilometer öster om det centrala stadsdistriktet Yuzhong. Antalet invånare är 3 740. Befolkningen består av 1 833 kvinnor och 1 907 män. Barn under 15 år utgör 28,0 %, vuxna 15-64 år 59 %, och äldre över 65 år 11,0 %.